# ニコラエ・アル・ロムニエイ
ニコラエ・アル・ロムニエイ （Alteța Sa Regală Nicolae, Principe al României, Principe de Hohenzollern、1903年8月15日 - 1978年6月9日）は、ルーマニアの王族。

## 生涯

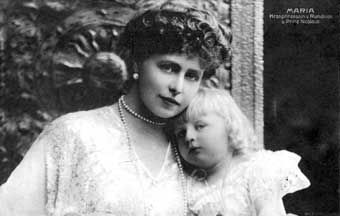
母マリアと

のちのフェルディナンド1世と、マリア妃の次男として、シナヤのペレシュ城で誕生した。兄はカロル2世である。乳母のエリザベス・モード・グリフィスの手で養育された。イギリス王室やイギリスのいとこたちと交流が深かった。1927年にフェルディナンド1世が崩御すると、即位するべきカロル2世が王位継承を放棄して国外逃亡したため、5歳の甥ミハイが即位した。ニコラエはイギリス海軍でのキャリアをなげうって、ミハイの摂政会議に参加するために帰国した。非公式に第一摂政とされていたが、ニコラエは政治に関心がなかった。彼は父の政治を継承しようとし、国民自由党と協力した。
ニコラエは、兄カロルが帰国し1930年にカロル2世として即位したとき（つまりは摂政制が終わったとき）、初めは喜んでいた。彼は1926年の立法を撤廃した国会決議を支持し、帰国した兄と共にバネアサ飛行場からコトロセニ宮殿まで同行した。
しかし、ニコラエとカロル2世の兄弟仲が良好であったのは短期間であった。ニコラエは離婚経験のある平民女性、ヨアナ・ドゥミトレスク＝ドレッティとの結婚を望んでいたが、それを王が許可するのに気分を害するに違いないとわかっていた。カロル2世は、（たとえ王族が結婚前に王の同意を得るよう周囲から要求されたとしても）王の同意を得ずに結婚するようニコラエに提案した。カロルは既成事実をつくれば周囲も結婚を認めるだろうとほのめかした。しかしカロルは1937年、1931年にニコラエとヨアナが貴賤結婚していたことを暴露し、ただちに彼の特権と称号を奪い、かつルーマニアからニコラエ夫妻を追放する方便として『王の許可を得ない結婚』を利用した。ニコラエはスペインへ向けて発ち、最終的にスイスへ定住した。亡命後、彼はニコラエ・ブラナ（Nicolae Brana）と名乗った。
1933年以降3回、ル・マン24時間レースに参加した。
1963年にヨアナと死別後、1967年にブラジル人のテレサ・リシュボアと再婚した。2度の結婚で子供はいなかった。1978年、マドリードで死去した。